# デマーカス・エバンス
デマーカス・マリク・エバンス（Demarcus Malik Evans, 1996年10月22日 - ）は、アメリカ合衆国ミシシッピ州フォレスト郡ペタル出身のプロ野球選手（投手）。右投右打。MLBのニューヨーク・ヤンキース傘下所属。
同じくプロ野球選手（外野手）のアンソニー・アルフォードは従兄弟にあたる。

## 経歴
2015年のMLBドラフト25巡目（全体738位）でテキサス・レンジャーズから指名され、プロ入り。契約後、傘下のルーキー級アリゾナリーグ・レンジャーズでプロデビュー。9試合に登板して防御率2.31、10奪三振を記録した。
2016年はルーキー級アリゾナリーグ・レンジャーズとA-級スポケーン・インディアンスでプレーし、2球団合計で14試合（先発12試合）に登板して1勝2敗、防御率2.95、75奪三振を記録した。
2017年はルーキー級アリゾナリーグ・レンジャーズ、A-級スポケーン、A級ヒッコリー・クロウダッズでプレーし、3球団合計で20試合（先発14試合）に先発登板して2勝8敗、防御率4.53、81奪三振を記録した。
2018年はA級ヒッコリーでプレーし、35試合に登板して4勝1敗9セーブ、防御率1.77、103奪三振を記録した。オフにはアリゾナ・フォールリーグに参加し、サプライズ・サグアロスに所属した。
2019年はA+級ダウンイースト・ウッドダックスとAA級フリスコ・ラフライダーズでプレーし、2球団合計で47試合に登板して6勝0敗12セーブ、防御率0.90、100奪三振を記録した。オフの11月20日にはルール・ファイブ・ドラフトでの流出を防ぐために40人枠入りした。
2020年9月15日にメジャー初昇格を果たし、18日のロサンゼルス・エンゼルス戦でメジャーデビュー。この年メジャーでは4試合に登板して防御率2.25、4奪三振を記録した。
2021年は25試合に登板して0勝2敗、防御率5.13、33奪三振を記録した。
2022年は開幕からAAA級ラウンドロック・エクスプレスでプレーした。6月26日にDFAとなった。

## 投球スタイル
パワフルなフォーシームを売りとしている。

## 詳細情報

### 年度別投手成績
| 年 度    | 球 団    | 登 板 | 先 発 | 完 投 | 完 封 | 無 四 球 | 勝 利 | 敗 戦 | セ 丨 ブ | ホ 丨 ル ド | 勝 率 | 打 者 | 投 球 回 | 被 安 打 | 被 本 塁 打 | 与 四 球 | 敬 遠 | 与 死 球 | 奪 三 振 | 暴 投 | ボ 丨 ク | 失 点 | 自 責 点 | 防 御 率 | W H I P |
| -------- | -------- | ----- | ----- | ----- | ----- | -------- | ----- | ----- | -------- | ----------- | ----- | ----- | -------- | -------- | ----------- | -------- | ----- | -------- | -------- | ----- | -------- | ----- | -------- | -------- | ------- |
| 2020     | TEX      | 4     | 0     | 0     | 0     | 0        | 0     | 0     | 0        | 0           | ----  | 14    | 4.0      | 3        | 1           | 0        | 0     | 1        | 4        | 0     | 0        | 1     | 1        | 2.25     | 0.75    |
| 2021     | TEX      | 25    | 0     | 0     | 0     | 0        | 0     | 2     | 0        | 3           | .000  | 120   | 26.1     | 24       | 4           | 16       | 0     | 1        | 33       | 2     | 0        | 16    | 15       | 5.13     | 1.52    |
| MLB：2年 | MLB：2年 | 29    | 0     | 0     | 0     | 0        | 0     | 2     | 0        | 3           | .000  | 134   | 30.1     | 27       | 5           | 16       | 0     | 2        | 37       | 2     | 0        | 17    | 16       | 4.75     | 1.42    |

- 2021年度シーズン終了時

### 背番号
- 67（2020年 - 2021年）